# Attur
Attur (en tamil: ஆத்தூர் ) es una localidad de la India en el distrito de Salem, estado de Tamil Nadu.

## Geografía
Se encuentra a una altitud de 218 m.s.m. a 244 km de la capital estatal, Chennai, en la zona horaria UTC +5:30.

## Demografía
Según estimación 2010 contaba con una población de 57 728 habitantes.